# Onciale 078
- Papyrus
- Onciale
- Minuscules
- Lectionnaire

Le Codex 078, portant le numéro de référence 078 (Gregory-Aland), ε 15 (Soden), est un manuscrit du parchemin du Nouveau Testament en écriture grecque onciale. 

## Description
Le codex se compose de 6 folios. C'est un manuscrit contenant des textes des Évangiles, avec de nombreuses lacunes. 
Il est écrit sur deux colonnes, avec 22 lignes par colonne. Les dimensions du manuscrit sont 27 cm x 20 cm. C'est un palimpseste le supérieur texte est Géorgien. Les paléographes datent ce manuscrit du VIe siècle,. 
Le codex a été examiné par Constantin Tischendorf et David C. Parker.
Contenu
C'est un manuscrit contenant de texte du Matthieu 17,22-18,3.11-19; 19,5-14; Luc 18,14-25; Jean 4,52-5,8; 20,17-26. 
Texte
Le texte du codex représenté type byzantin. Kurt Aland le classe en Catégorie III. 
Lieu de conservation
Le codex est actuellement conservé à la Bibliothèque nationale russe (Suppl. Gr. 13, fol. 1-7) à Saint-Pétersbourg.